# Micropsalliota plumaria
Micropsalliota plumaria är en svampart som först beskrevs av Berk. & Broome, och fick sitt nu gällande namn av Franz Xaver von Höhnel 1914. Micropsalliota plumaria ingår i släktet Micropsalliota och familjen Agaricaceae.   Inga underarter finns listade i Catalogue of Life.